# Camilla Jensen
Camilla Louise Skaarberg Jensen (* 25. Oktober 1982 in Tårnby) ist eine dänische Curlerin. Sie spielt auf der Position des Second und ist Mitglied des Tårnby Curling Club.
Bei der Curling-Europameisterschaft 2009 in Aberdeen gewann Jensen im Team von Skip Jensen die Bronzemedaille. Die Round Robin hatte das Team als Zweiter abgeschlossen, verlor danach aber das Page-Playoffs-Spiel gegen die Schweiz und das Halbfinale gegen Deutschland mit Skip Andrea Schöpp.
Im Februar 2010 nahm Jensen als Mitglied des dänischen Teams an den Olympischen Winterspielen 2010 in Vancouver (Kanada) teil. Die Mannschaft belegte den fünften Platz.  

## Aktuelle Teammitglieder
- Angelina Jensen
- Christine Grønbech
- Lina Knudsen
- Ivana Bratic